# Banquet d'eau
Le banquet d'eau (chinois : 水席 ; pinyin : shǔixí ; en anglais : water banquet) est un repas traditionnel constitué d'un ensemble de plats chinois comprenant huit plats froids et 16 plats chauds cuits dans divers bouillons, jus de viande et soupes. Cette spécialité culinaire chinoise est considérée comme l'une des  « Trois merveilles de Luoyang  » — l'une des anciennes capitales chinoises située dans le Henan — avec la pivoine et les grottes de Longmen. Ce repas cérémonial est utilisé pour accueillir des invités prestigieux ou pour des célébrations importantes. 

## Histoire

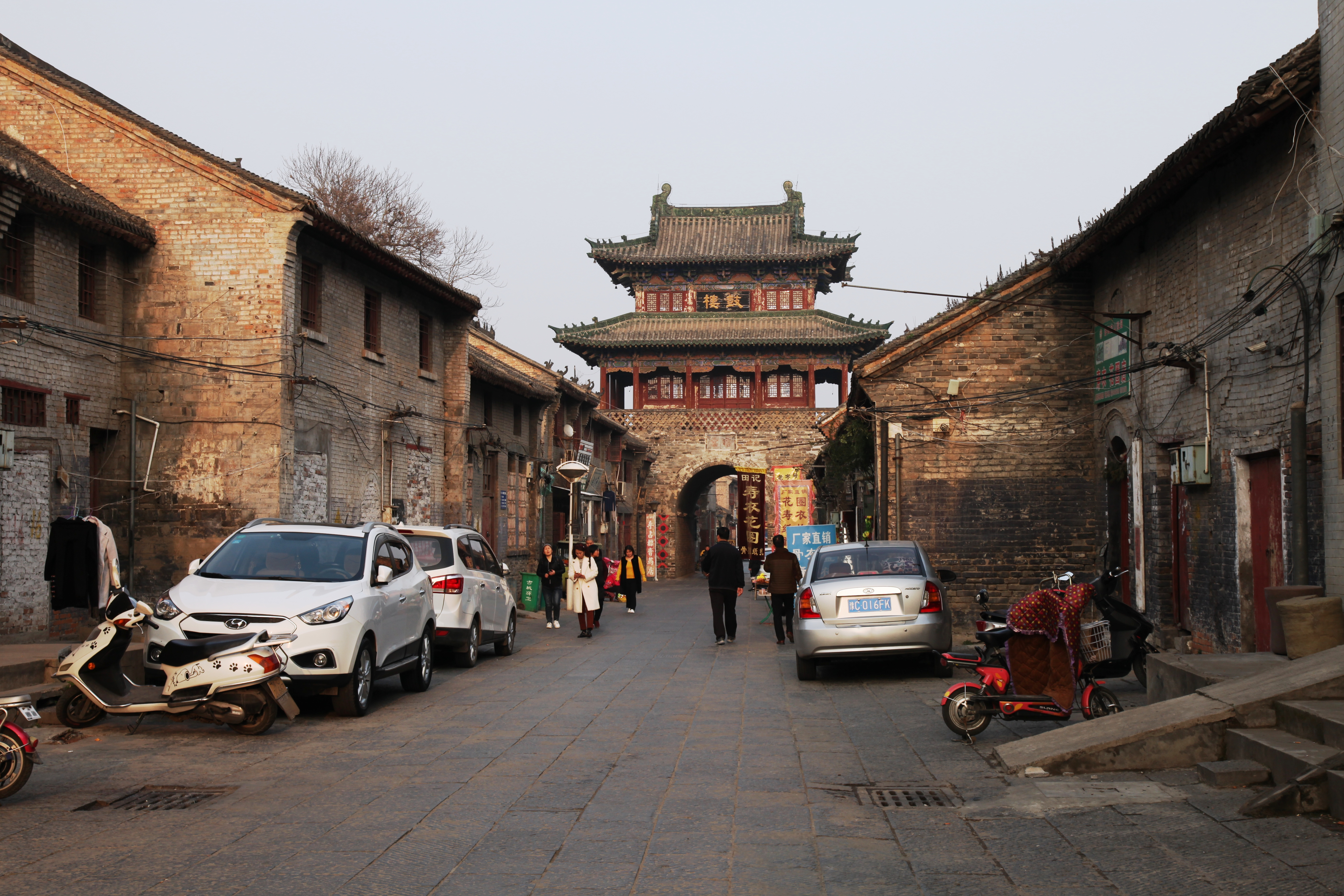
Une rue de Luoyang.

Le banquet d'eau est issu de la cuisine du Henan et existe depuis la dynastie Sui. Traditionnellement, le banquet d'eau est censé imiter la vie de Wu Zetian, qui a pris le pouvoir impérial et a restauré la dynastie Zhou. L'un des autres noms du banquet d'eau est d'ailleurs le « banquet de l'impératrice Wu ». Sous la dynastie Song, ce repas traditionnel est appelé le « banquet de Luoyang ». 
Ce repas traditionnel est servi dans la ville de Luoyang, dont le climat sec, le terrain montagneux et le manque de fruits font des soupes une option attrayante, d'autant qu'il est réalisé avec des ingrédients locaux. 

## Recette
Ce repas est composé d'une succession de plats de légumes et de viande, froids et chauds. Il y a au total 24 plats. D'abord, huit plats froids sont servis avec d'autres boissons. Les 16 suivants sont des plats chauds, servis dans des bols bleus sous-glacés de différentes tailles. Ils sont divisés en cinq services, quatre services de trois plats aux saveurs similaires, puis un dernier service de quatre plats. Dans les quatre premiers services, il y aura un grand plat, accompagné de deux plus petits plats qui font office d'accompagnements. Le « grand plat » du premier service est fait de navet râpé, qui imite la saveur de la soupe aux nids d'hirondelle. Le quatrième plat principal peut être constitué des légumes ou de soupe. Les quatre derniers plats sont tous des soupes, et incluent la soupe aux œufs aux légumes aigres, le « plat d'adieu ». 